# Калхун (округ, Арканзас)
Калху́н (англ. Calhoun County) — округ, расположенный в штате Арканзас, США с населением в 5744 человека по статистическим данным переписи 2000 года — самый маленький по населённости округ штата. Столица округа находится в городе Хамптон.
Округ Калхун был образован 6 декабря 1850 года, став 55-м по счёту округом в Арканзасе, и получил своё название в честь бывшего Вице-президента США Джона Колдуэлла Кэлхуна.

## География
По данным Бюро переписи населения США округ Калхун имеет общую площадь в 1639 квадратных километров, из которых 1627 кв. километров занимает земля и 10 кв. километров — вода. Площадь водных ресурсов округа составляет 0,68 % от всей его площади.

### Соседние округа
- Даллас — север
- Кливленд — северо-восток
- Брадли — восток
- Юнион — юг
- Уошито — запад

## Демография

Распределение населения округа по возрастным группам, данные переписи населения 2000 года

По данным переписи населения 2000 года в округе Калхун проживало 5744 человека, 1 628 семей, насчитывалось 2 317 домашних хозяйств и 3 012 жилых домов. Средняя плотность населения составляла 4 человека на один квадратный километр. Расовый состав округа по данным переписи распределился следующим образом: 74,51 % белых, 23,38 % чёрных или афроамериканцев, 0,21 % коренных американцев, 0,03 % азиатов, 0,94 % смешанных рас, 0,92 % — других народностей. Испано- и латиноамериканцы составили 1,50 % от всех жителей округа.
Из 2 317 домашних хозяйств в 31,20 % — воспитывали детей в возрасте до 18 лет, 55,60 % представляли собой совместно проживающие супружеские пары, в 11,30 % семей женщины проживали без мужей, 29,70 % не имели семей. 27,30 % от общего числа семей на момент переписи жили самостоятельно, при этом 12,60 % составили одинокие пожилые люди в возрасте 65 лет и старше. Средний размер домашнего хозяйства составил 2,43 человек, а средний размер семьи — 2,94 человек.
Население округа по возрастному диапазону по данным переписи 2000 года распределилось следующим образом: 24,60 % — жители младше 18 лет, 7,00 % — между 18 и 24 годами, 28,20 % — от 25 до 44 лет, 24,30 % — от 45 до 64 лет и 16,00 % — в возрасте 65 лет и старше. Средний возраст жителей округа составил 39 лет. На каждые 100 женщин в округе приходилось 92,70 мужчин, при этом на каждых сто женщин 18 лет и старше приходилось 88,30 мужчин также старше 18 лет.
Средний доход на одно домашнее хозяйство в округе составил 28 438 долларов США, а средний доход на одну семью в округе — 34 647 долларов. При этом мужчины имели средний доход в 30 353 долларов США в год против 17 452 долларов США среднегодового дохода у женщин. Доход на душу населения в округе составил 15 555 долларов США в год. 13,20 % от всего числа семей в округе и 16,50 % от всей численности населения находилось на момент переписи населения за чертой бедности, при этом 19,90 % из них были моложе 18 лет и 18,20 % — в возрасте 65 лет и старше.

## Главные автодороги
- US 79
- US 167
- US 278
- AR 4
- AR 160

## Населённые пункты
- Тинсман
- Торнтон
- Харрелл
- Хамптон